# Spiritual (Fabrizio De André)
Spiritual è una canzone di Fabrizio De André, da lui scritta assieme a Gian Piero Reverberi (benché intestata al solo De André alla sua uscita). Fu pubblicata per la prima volta nel 1967, nel 33 giri Volume 1.

## Contenuto e ispirazione
(Fabrizio De André)
Il cantautore aveva ingenerosamente liquidato il brano con toni sprezzanti, forse anche per la semplicità della composizione.
Il motivo della canzone è ricalcato appunto sulla tradizione degli spiritual dei neri d'America, in cui il protagonista, individuo incolpevole, si rivolge direttamente a Dio, dando voce allo scontento e all’incertezza dell'uomo; tematiche affrontate da De André anche nel brano coevo Si chiamava Gesù e che pochi anni dopo egli svilupperà in senso più ampio nell'album La buona novella. 
La preghiera è un'invocazione affinché Dio si cali nella dimensione umana, come se l'autore volesse stabilire una relazione diretta con la divinità: 
...

Oh, Dio del cielo se mi vorrai amare
Scendi dalle stelle, vienimi a cercare»
Musicalmente, il brano è composto da un'unica frase melodica: all'inizio e alla fine essa è cantata a voce singola su un tappeto di organo (presente lungo tutto il pezzo). Nel resto del brano il tempo è scandito dalla ritmica basso-batteria, dall'organo e dal coro che interagisce con il canto solista, secondo la pratica del "call and response" tipica della musica religiosa nera. Chiude la canzone nuovamente il coro eseguendo, sempre a tempo, una cadenza plagale che sfuma ad libitum.

## Pubblicazioni

### I singoli
Il brano fu stampato anche su 45 giri e vennero prodotti i seguenti singoli:
- Caro amore/Spiritual[5] (Bluebell Records 1967, BB 3189)
- La stagione del tuo amore/Spiritual (Produttori Associati 1970, PA/NP 3189; riedizione del singolo precedente, con traccia del lato A sostituita)